# چگالی تولید ناخالص داخلی
چگالی تولید ناخالص داخلی یا چگالی GDP (به انگلیسی: GDP density) یک سنجه برای اندازه‌گیری فعالیت اقتصادی بر اساس منطقه (مساحت) است. این سنجه به صورت «تولید ناخالص داخلی در کیلومتر مربع» نشان داده می‌شود و از ضرب سرانه تولید ناخالص ملی یک منطقه در چگالی (تراکم) جمعیتی آن منطقه محاسبه گردد. از میان دیگر کاربردها، این سنجه هنایش‌ها و تاثیرات جغرافیا بر اقتصاد را می‌نمایاند.
این سنجه از جغرافیای اقتصادی دگرسان است هرچند که هر دو به یک موضوع همسان می‌پردازند.

## بن‌مایه
1. ↑  "Gallup J. L., Sachs J. D., and Mellinger A. D. (1999): GEOGRAPHY AND ECONOMIC DEVELOPMENT" (PDF). Archived from the original (PDF) on 2007-06-09. Retrieved 2007-04-13.